# ۱۰۴۶ (میلادی)
۱۰۴۶ (میلادی) هزار وچهل و ششمین سال تقویم میلادی است.

## رویدادها
- مهلهل ابن محمد عناز شهر کرمانشاه را فتح کرد . لشکرکشی‌های اعراب و نوادگانشان به صورت دهها بار تکرار شد.

## درگذشتگان
‎